# Wesley So
Wesley Barbasa So (Las Piñas, 9 ottobre 1993) è uno scacchista filippino con cittadinanza statunitense, Grande Maestro, gioca per la Federazione statunitense.
In dicembre del 2007 diventò, all'età di 14 anni, 7 mesi e 28 giorni, il 7º più giovane Grande Maestro della storia degli scacchi. In ottobre 2008 diventò il più giovane giocatore a superare la soglia dei 2665 punti Elo.
Ha partecipato con le Filippine a quattro Olimpiadi degli scacchi dal 2006 al 2012, con il risultato complessivo di +11 =24 –1 (63,8%).
Nell'ottobre 2014 ha cambiato federazione, passando da quella delle Filippine a quella degli Stati Uniti.
Con gli Stati Uniti vince le Olimpiadi degli scacchi di Baku 2016 giocando in terza scacchiera, ha ottenuto 8,5 punti e conquistato, oltre alla medaglia d'oro a squadre, la medaglia d'oro individuale.
Ha raggiunto il massimo rating FIDE nel febbraio 2017, con 2822 punti Elo (3º al mondo e 2º tra i giocatori statunitensi). Il mese dopo supera Fabiano Caruana ed è 2º al mondo e 1º tra i giocatori statunitensi.

## Carriera

### Giovanili
Nel luglio del 2005 arriva ad un passo dalla vittoria del Campionato del mondo U12 di Belfort con 8,5/10, ma perde il titolo per spareggio tecnico (vincerà l'indiano Srinath Narayanan). Nel 2006 partecipa in maggio alle olimpiadi di Torino, realizzando +2 =2 –1. Nel 2007 vince la medaglia d'oro individuale in 1a scacchiera nel campionato del mondo a squadre under-16, con 9,5/10. Nel 2009 nell'Aeroflot Open di Mosca vince il primo premio tra i giocatori juniores, con 5 su 9. 

### L'esordio al Wijk Aan Zee
Nel 2006 in dicembre vince a Manila il campionato open delle Filippine. Nel 2008 in aprile vince il prestigioso "Dubai Open" davanti a ad altri grandi maestri, in maggio vince il torneo Battle of Grandmasters di Manila, in novembre partecipa in 2a scacchiera alle Olimpiadi di Dresda, realizzando +4 =6 –0. Nel 2009 in marzo vince il Corus C di Wijk aan Zee. Nel 2014, nel mese di maggio vince a L'Avana il 49º Capablanca Memorial. Nel luglio dello stesso anno vince a Bergamo il 2º ACP Golden Classic, in ottobre vince il primo "Millionaire Chess Tournament" di Las Vegas, con in palio 100 000 dollari.

Ha vinto per tre volte il Campionato delle Filippine (2009, 2010 e 2011).

### Il cambio di federazione e le prime vittorie ai supertornei

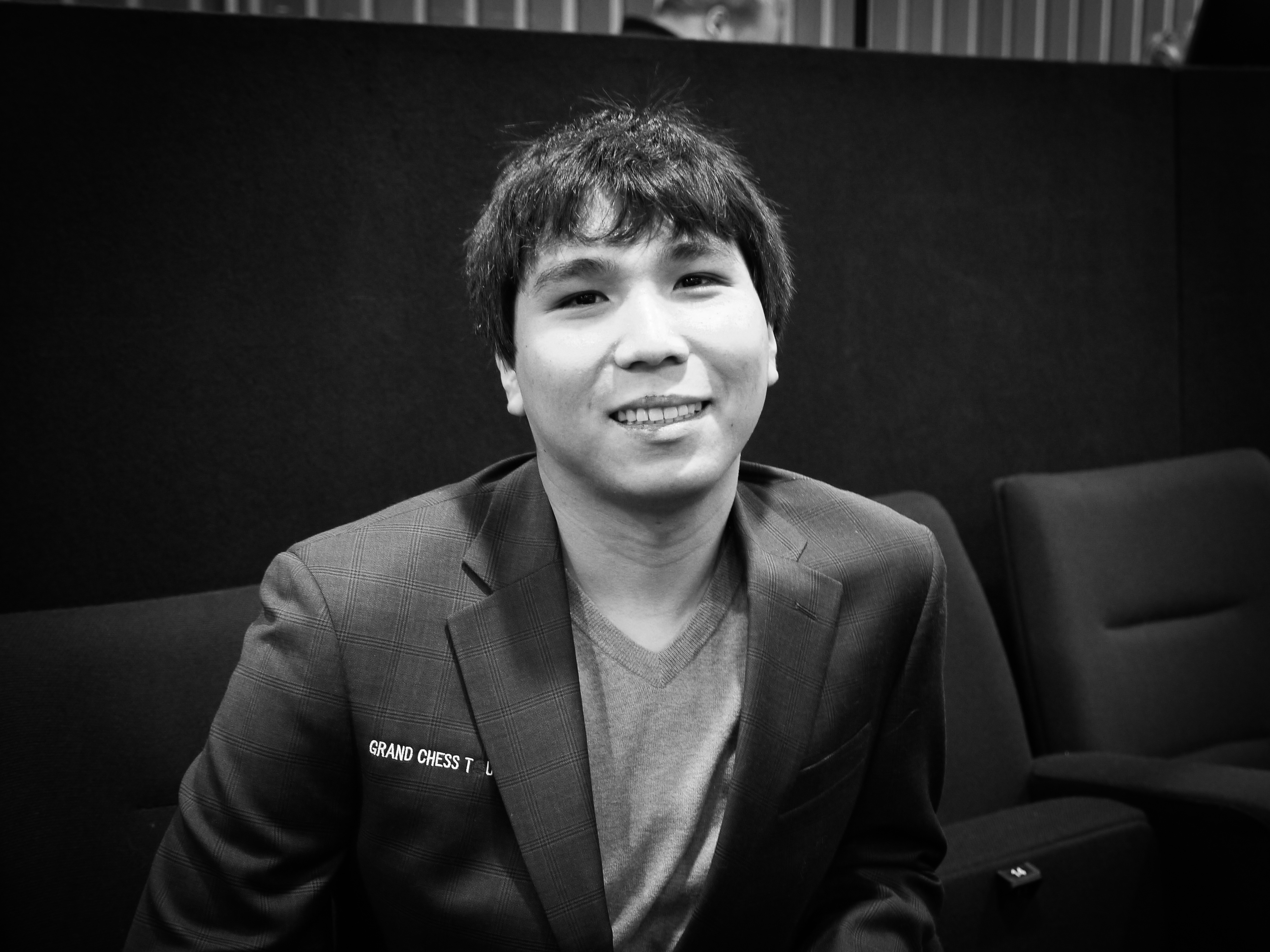
Wesley So al London Chess Classic del 2016

Dopo aver scelto di rappresentare la federazione statunitense alla fine del 2014, nel dicembre di quell'anno vince, sempre a Las Vegas, il 24º North American Open.
Nel 2015 partecipa alla categoria "Masters" del prestigioso torneo Tata Steel, arrivando secondo con 8,5/13 e a mezzo punto dal vincitore Magnus Carlsen. In novembre vince a Bilbao l'8° Chess Master Final ottenendo 8 punti (3 punti per la vittoria e 1 per il pareggio) nelle partite regolari e battendo poi negli spareggi rapidi il grande maestro olandese Anish Giri per 1,5 a 0,5.
Nel 2016 in agosto vince a Saint Louis la 4º Sinquefield Cup con 5.5 punti, aggiudicandosi per la prima volta nella sua carriera un grande torneo d'élite. Nel settembre dello stesso anno vince le Olimpiadi scacchistiche con la rappresentativa degli Stati Uniti; ha giocato in terza scacchiera, ottenuto 8,5 punti e conquistato, oltre alla medaglio d'oro a squadre, la medaglia d'oro individuale. Nel dicembre dello stesso anno vince a Londra il London Chess Classic e il circuito scacchistico Grand Chess Tour.
Nel gennaio del 2017 vince a Wijk aan Zee il prestigioso torneo di scacchi del Tata Steel con il punteggio di 9/13.

### Campione statunitense e la prima volta ai Candidati

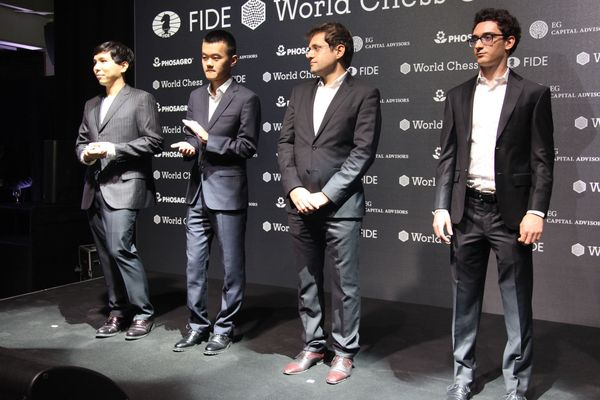
Wesley So (il primo da sinistra) alla cerimonia inaugurale del Torneo dei candidati del 2018

Nell'aprile del 2017 vince per la prima volta in carriera il Campionato statunitense di scacchi, svoltosi a Saint Louis. Mentre a luglio si aggiudica il "Magistral Ciudad de Leòn", a Leon, battendo agli spareggi blitz l'ex campione del mondo Viswanathan Anand.
Nel settembre di quell'anno conferma il suo buono status di forma, arrivando in semifinale della Coppa del Mondo, dove è riuscito a sconfiggere ed eliminare il colombiano Joshua Daniel Ruiz Castillo, il tedesco Matthias Bluebaum, lo spagnolo Francisco Vallejo Pons, il georgiano Baadur Jobava e il russo Vladimir Fedoseev, per poi venir eliminato dal grande maestro cinese Ding Liren. Conclude l'anno vincendo a Saint Louis il ricco scontro Champions Showdown, battendo Leinier Domínguez 47,5 a 44,5.
Nell'arco del ciclo del Campionato del mondo di scacchi 2018 partecipa per la prima volta ad un torneo dei candidati, giungendo infine 7º. Nel giugno del 2018 vince a Lovanio il "Your Next Move Rapid & Blitz", prima tappa del Grand Chess Tour. In luglio vince nuovamente il quadrangolare "Magistral Ciudad de León", battendo Rameshbabu Praggnanandhaa al primo turno semifinale e Francisco Vallejo Pons nella finale.. Nel settembre di quell'anno vince a Saint Louis il Champions Showdown contro Anish Giri, match disputato con la variante Scacchi960, con il punteggio di 15,5 a 10,5, mentre in ottobre chiude l'anno piazzandosi secondo con gli Stati Uniti nelle Olimpiadi.

### Si riconferma nell'élite mondiale

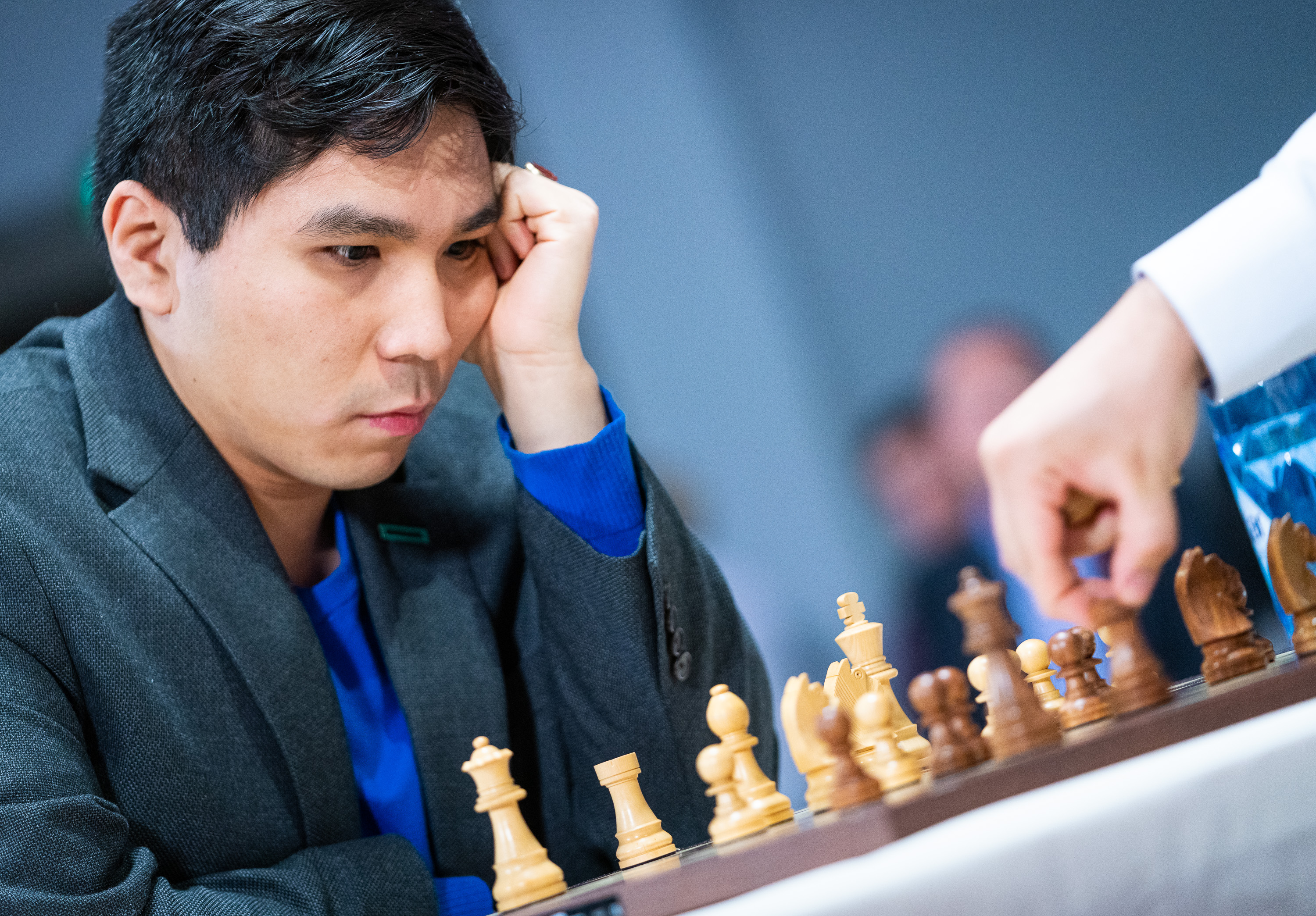
Wesley So in un momento del match finale del Campionato del Mondo di Scacchi960

Nel febbraio 2019 vince nuovamente il Champions Showdown, battendo David Navara 16-8 negli scontri rapid e pattando 12 a 12 in quelli blitz. Nel luglio dello stesso anno a Zagabria, in Croazia, giunge 2º nella seconda tappa del "Grand Chess Tour" con 7 punti su 11, dietro al vincitore Magnus Carlsen e precedendo Lewon Aronyan e Fabiano Caruana, ottenendo quindi un risultato che gli vale 15 punti nel Tour. Conclude l'anno battendo in finale per 13,5 a 2,5 Magnus Carlsen a Høvikodden, nell'area metropolitana di Oslo, aggiudicandosi così il Campionato del mondo di Scacchi960.
Nell'aprile 2022, quando vince a Berlino la terza tappa del FIDE Grand Prix 2022, sfiora la qualificazione al Torneo dei candidati 2022, superato da Hikaru Nakamura e Richárd Rapport.

### Ulteriori vittorie nel Campionato statunitense
Nel 2020 partecipa ai tornei online a causa della Pandemia di COVID-19 e nel mese di marzo vince il torneo on line "Clutch Chess: Usa" organizzato dal circolo di Saint Louis. Mentre nel mese di settembre vince, sempre online, il "St. Louis Rapid & Blitz", che chiude (24 punti, 1° nella frazione rapid con 13 punti, 3° in quella blitz con 11) al primo posto a pari merito con Magnus Carlsen.
Nel mese di ottobre vince per la seconda volta il Campionato statunitense di scacchi, campionato disputato per la prima volta on line; con 9 punti su 11 ha superato Jeffery Xiong di mezzo punto. Mentre in novembre vince lo "Skilling Open", evento rapid online, superando in finale Magnus Carlsen.
Comincia il 2021 vincendo nel mese di febbraio il torneo online a cadenza rapida "Opera Euro Rapid", battendo ancora una volta nella finale il campione del mondo Magnus Carlsen. In giugno vince il "Paris Rapid & Blitz", seconda tappa del Grand Chess Tour 2021: i 12 punti nella sezione rapid e i 12,5 in quella blitz gli rendono 24,5 punti, 3 in più del secondo classificato Jan Nepomnjaščij. In ottobre vince il suo terzo Campionato statunitense: dopo aver chiuso l'evento a pari punti con Fabiano Caruana e Samuel Sevian, si è imposto negli spareggi a gioco rapido battendo entrambi gli avversari.

## Palmarès

### Individuale
- Coppa del Mondo

 Tbilisi 2017
- Mondiali Scacchi960: 1

Høvikodden 2019
- Campionato statunitense: 3

Saint Louis 2017
Online 2020
Saint Louis 2021
- Campionato delle Filippine: 3

Dapitan 2009
Tagaytay 2010
Manila 2011
- Campionato del mondo giovanile di scacchi

 U12: Belfort 2015

#### Tornei internazionali
- Sinquefield Cup: 1

2016
- Torneo di scacchi di Wijk aan Zee: 1

2017
- London Chess Classic: 1

2016

### Nazionale
- Olimpiadi

 Stati Uniti: Baku 2016
 Stati Uniti: Baku 2016 (Individuale)
 Stati Uniti: Batumi 2018